# Сыновья Миля

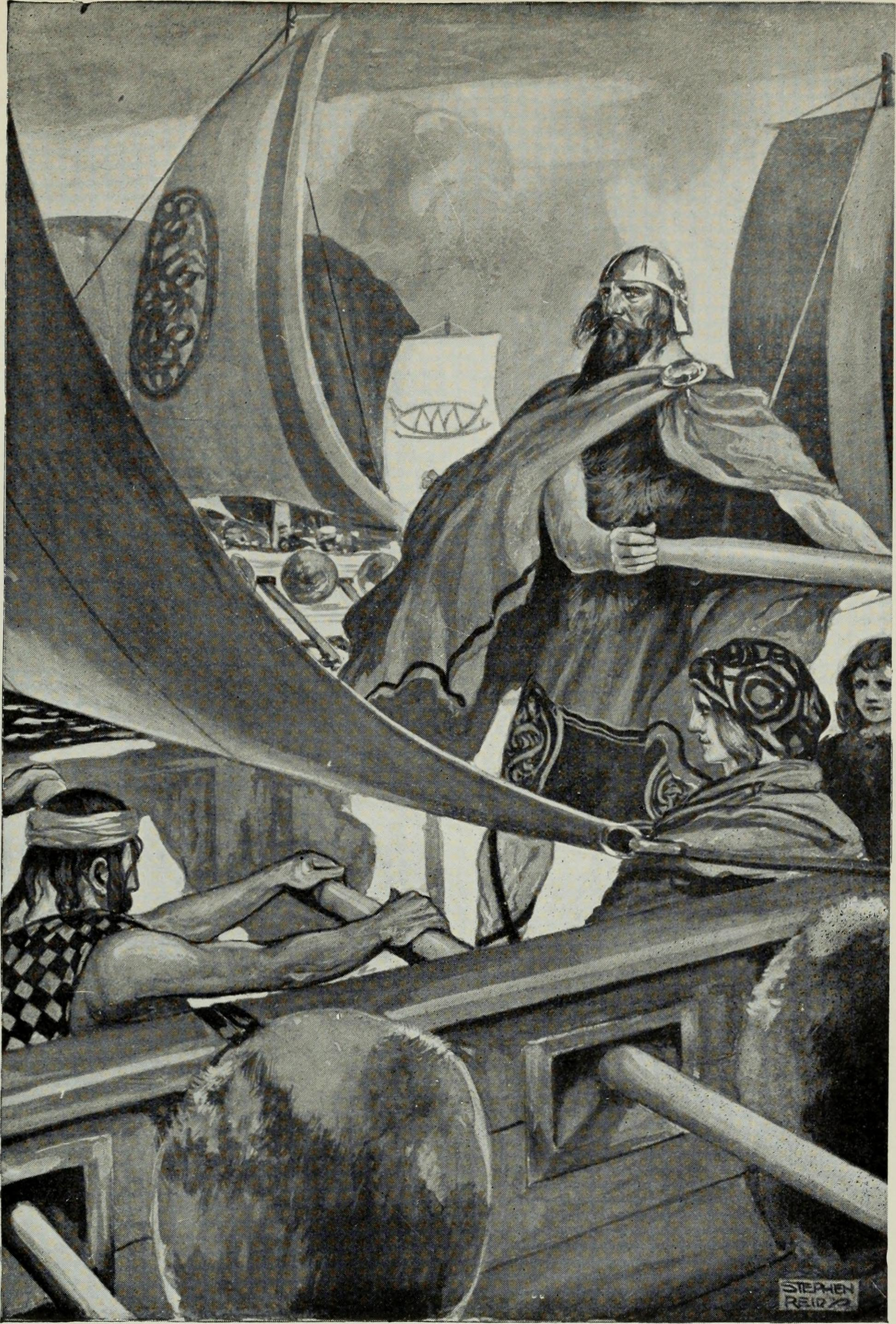

Сыновья Миля, или гойделы, — в ирландской мифологии пятое и последнее из мифических племён, правивших Ирландией. Согласно ирландской мифологической космогонии, Сыновья Миля являются предками современных людей, населяющих эту страну.

## Первые гойделы в Ирландии
Гойделы после долгих странствий через Египет, Крит и Сицилию обосновались в Испании. «Испанией» называли Страну Мёртвых историки-рационалисты. На причастность Миля к Стране Мёртвых указывает имя его отца, Биле, бога смерти.
В Испании один из гойделов, Бергон, построил башню. Однажды ясным зимним днём Ит, сын Бергона и дед Миля, посмотрев на запад, увидел в морской дали Ирландию. Ит был так очарован видением, ему так хотелось попасть в неизвестные земли, что он, не внимая уговорам брата, уверявшего, что это не земля, а только облако, отправился с войском из ста пятидесяти человек к берегам Ирландии.
В то время страной правили три внука Дагды: короли Мак Куйлл с женой Банбой, Мак Кехт с супругой Фотлой и Мак Грене, женатый на Эриу. На самом деле мы сталкиваемся здесь с привычкой кельтов разбивать божества на триады, и по сути три короля — одно существо. Имя Мак Грене означает Сын Солнца. А имена божественных супруг использовались для обозначения самой Ирландии, правда, прижилось только третье имя (см. ниже), которое в родительном падеже, Эрин, используется как поэтическое название Ирландии.
Высадившись, Ит обнаружил, что Нет, король Племён богини Дану, только что пал в битве с фоморами, и его сыновья пытаются поделить башню. Наследники приветствовали Ита и попросили его высказать своё мнение, на что гойдел ответил: «Поступайте по справедливости, ибо земля, где вы живёте, прекрасна, она богата плодами и мёдом, хлебом и рыбой, и умерен здесь жар и холод». Короли расценили эти слова как виды Ита на Ирландию, поэтому они убили гостя. Гойделы смогли забрать тело убитого и доставить его в Испанию, где весь род Ита поклялся отомстить Племенам богини Дану.

## Конец эры Племён богини Дану
В ту самую ночь, когда пришли гойделы, желающие отмщения, появилось новое озеро Лох Луигдех, названное в честь имени сына Ита, Лугайда. Здесь состоялась первая битва с Туата Де Дананн при горе Слиаб Мис, которая с тех пор считается несчастливой для Сыновей Миля. Далее гойделам пришлось сразиться с демонами, насланными чарами туатов.
После этого захватчики двинулись вглубь страны, где вначале встретили богинь Банбу и Фотлу, просивших гойделов назвать страну их именами, это было обещано обеим богиням. Но в центре Ирландии захватчики встретили Эриу, которая обещала процветание стране, если новое племя даст её имя этим землям. Поэт Аморген обещал это богине. Наконец, гойделы встретили и королей туатов, которые попросили трёхдневной отсрочки, чтобы решить, покинуть страну или дать бой. Гойделы согласились, но туаты просили захватчиков на кораблях отойти от Ирландии за «девятую волну», чтобы их приход через три дня не был неожиданностью для ирландцев. Сыновья Миля согласились и на это.
Однако это была уловка со стороны Племён богини Дану. Когда через три дня гойделы поплыли обратно к берегу, друиды туатов отвели глаза Сыновьям Миля, и те видели только крутые скалы взамен берегов. Кораблям пришлось трижды обогнуть остров, прежде чем гойделы смогли-таки найти место для высадки. Но тогда туаты подняли бурю, а туман скрыл остров от глаз Сыновей Миля. Корабли заблудились. Желая выяснить, естественная это буря или вызванная чарами, младший сын Миля, Эреннан, взобрался на самую высокую мачту, но, не удержавшись, упал с неё. Правда, пока он падал, он успел крикнуть «Наверху бури нет», а значит, буря была не естественного происхождения. Тогда Аморген запел волшебную песню, обращённую к земле Эрин, и буря стихла.
После всех невзгод и препятствий Сыновья Миля высадились на берегу и дали сражение туатам при Таильтиу (в Уладе), в котором погибли три короля и королевы Ирландии. Оставшийся народ туатов под предводительством Мананнана скрылся под покровом невидимости в потустороннем мире Сид от захватчиков, но Ирландию Племена богини Дану так и не покинули. Интересно, что при туатах в потустороннем мире обитали фоморы. Теперь сами туаты стали аналогом фоморов для Сыновей Миля: из их числа некоторые гойделы берут себе жён, туаты провоцируют раздоры и управляют тем, что порождает земля Ирландии.